# San Marco d'Alunzio
San Marco d'Alunzio é uma comuna italiana da região da Sicília, província de Messina, com cerca de 2.202 habitantes. Estende-se por uma área de 26 km², tendo uma densidade populacional de 85 hab/km². Faz fronteira com Alcara li Fusi, Capri Leone, Frazzanò, Longi, Militello Rosmarino, Torrenova.

## Demografia
| Variação demográfica do município entre 1861 e 2011                               |
|                                                                                   |
| Fonte: Istituto Nazionale di Statistica (ISTAT) - Elaboração gráfica da Wikipedia |